# 고려산업
고려산업 주식회사는 금강공업그룹 계열의 사료 기업이다.

## 역사
1957년 7월 고려건설로 설립되어 1971년 부산정미소를 인수하고, 1975년 삼공산업을 흡수·합병하였으며 1976년 12월 신한제분 배합 사료 공장을 인수하면서 배합 사료 제조 및 판매업을 시작하였다. 1991년 유가증권시장에 상장하였다.

### 내용주
1. ↑  상법 상